# Nichi Vendola
Nicola Vendola, dit Nichi (prononcé : [ˈniːki ˈvendola]), né le 26 août 1958 à Terlizzi[réf. nécessaire] ou à Bari,  est un homme politique italien, membre de Gauche, écologie et liberté. Il est président de la région des Pouilles de 2005 à 2015. Depuis septembre 2023, il est président du Gauche italienne.

## Biographie

### Études et carrière professionnelle
Son vrai prénom est Nicola mais son diminutif viendrait de Nikita, choisi en l'honneur de Nikita Khrouchtchev, d'où son surnom.

Habitué aux discussions politiques avec son père et son oncle, tous deux dirigeants du Parti communiste italien, dans la section de Terlizzi où il passe son enfance, Nichi Vendola adhère à la Fédération des jeunes communistes italiens (FGCI) à 14 ans, en 1972. Après une maîtrise en lettres et philosophie, avec un mémoire portant sur le poète et cinéaste Pier Paolo Pasolini, il s’engage plus directement sur le plan politique et social, devient journaliste à L'Unità et promoteur d'Arcigay et de la LILA (Ligue italienne de lutte contre le sida).

### Carrière politique
En 1985, Alessandro Natta, alors secrétaire général du PCI, lui propose de faire partie du comité national de la FGCI de Rome, dont il devient rapidement vice-secrétaire. Il laisse ce poste en 1988 et devient d’abord journaliste au quotidien Rinascita, puis dirigeant national du PCI, pour rentrer au comité central en 1990.
Opposé au tournant de Bologne, en janvier 1991 il fonde avec Sergio Garavini et Armando Cossutta le Mouvement pour la refondation communiste qui devient le Parti de la refondation communiste et se pose en successeur du PCI.
Député de ce parti, il a toujours été réélu depuis 1992. Pendant dix ans, il est un membre actif de la Commission parlementaire contre la mafia. Battu comme dirigeant du parti par Paolo Ferrero, lors du congrès de 2008, Vendola prend la tête de la minorité de Refondation communiste, et lors de l'assemblée à Chianciano Terme le 24 janvier 2009, il annonce quitter son parti pour créer Refondation pour la gauche. Il déclare notamment : « Refondation a été ma maison et cet adieu n'est pas un départ indolore. ». Mais tous ceux qui avaient soutenu sa motion lors du dernier congrès ne le suivent pas et parmi eux se trouvent notamment Milziade Caprili, ancien vice-président du Sénat, Giusto Catania, député européen, et les ex-députés Augusto Rocchi, Matilde Provera et Luigi Comodi. Vendola souligne à cette occasion combien cette scission était due au départ de Luigi Sansonetti du quotidien du parti Liberazione. 
Nichi Vendola fonde alors le Mouvement pour la gauche qu'il fait adhérer à Gauche et Liberté en mars 2009.

### Président de région
Candidat à la présidence de sa région natale des Pouilles après avoir gagné les premières élections primaires (à l'américaine) pour représenter la coalition de centre-gauche (l'Union), il remporte les élections régionales des 3 et 4 avril 2005 avec 49,8 % des voix, retournant à son avantage tous les pronostics qui le donnaient nettement perdant contre son adversaire et président sortant du centre-droit, Raffaele Fitto.
Il s'affirme comme un croyant lié à l'expérience de Pax Christi. Également poète, un de ses recueils a été publié dans un livre, L’ultimo mare. Il a inspiré un film, Niki, réalisé par Alessandro Contessa. Ouvertement homosexuel, son élection à la présidence régionale des Pouilles et son charisme politique représentent, selon plusieurs politologues italiens, un changement d'époque dans le vieux Sud italien, le Mezzogiorno conservateur.
En décembre 2009, il fait fusionner son Mouvement pour la gauche au sein du nouveau parti Gauche, écologie et liberté, dont il est président de 2010 à 2016.
Il est à nouveau choisi lors de primaires comme le futur candidat de la gauche et du Parti démocrate (dont il ne fait pas partie) en janvier 2010, en battant son rival du Parti démocrate, Francesco Boccia avec 67 % des suffrages. Le 29 avril suivant, il est réélu à la présidence de la région.